# Coprinus astroideus
Coprinus astroideus är en svampart som först beskrevs av Elias Fries, och fick sitt nu gällande namn av Elias Fries 1838. Coprinus astroideus ingår i släktet Coprinus och familjen Agaricaceae.   Inga underarter finns listade i Catalogue of Life.